# 1870 في سويسرا
فيما يلي قوائم الأحداث التي وقعت خلال عام 1870 في سويسرا.

## سياسة

### تعيين في المنصب
- 1 يناير – كارل فوجت عضو مجلس الولايات السويسري ‏.

## مواليد

### فبراير
- 2 فبراير – هنري فير رياضياتي سويسري.

### مارس
- 13 مارس – ألبرت ماير سياسي سويسري.
- 13 مارس – جون إسحاق بريكيه عالم نبات سويسري.
- 17 مارس – آرنولد كلبس

### يونيو
- 24 يونيو – شارلوته وايس رسامة سويسرية.
- 27 يونيو – خايمي

### أغسطس
- 10 أغسطس – جولز جونين طبيب عيون سويسري.

## وفيات

### مارس
- 24 مارس – فرديناند ستادلر (مواليد 1813) مهندس معماري سويسري.